# Paramesosella fasciculata
Paramesosella fasciculata är en skalbaggsart som beskrevs av Stefan von Breuning 1940. Paramesosella fasciculata ingår i släktet Paramesosella och familjen långhorningar. Inga underarter finns listade i Catalogue of Life.